# STX Next
STX Next – polskie przedsiębiorstwo informatyczne tworzące oprogramowanie, założone w 2005 roku, z siedzibą główną w Poznaniu, oraz siedmioma oddziałami w Gdańsku, Katowicach, Łodzi, Białymstoku, Olsztynie, Pile i Wrocławiu. Zajmuje się rozwojem oprogramowania w języku Python. Przedsiębiorstwo zatrudnia ponad 500 osób, w tym ponad 400 programistów. STX Next świadczy również usługi z zakresu opracowania i projektowania produktów, programowania stron WWW (frontend i backend), tworzenia aplikacji mobilnych i ich rozwoju multiplatformowego, uczenia maszynowego, DevOps i testowania oprogramowania.
Firma znalazła się w rankingu najszybciej rozwijających się firm europejskich „FT 1000” Financial Times w 2018 i 2019 roku. W 2017 przedsiębiorstwo wyróżnione zostało w rankingu Deloitte Technology Fast 50 Central Europe. STX Next pojawił się także na liście 1000 najlepszych firm B2B oraz zajął 1. miejsce na liście najlepszych firm zajmujących się tworzeniem oprogramowania w języku Python i Django w serwisie Clutch. W 2017 roku spółka osiągnęła 44 mln złotych przychodów, natomiast w 2018 roku 50 mln złotych.

## Historia
W 2005 roku programista Maciej Dziergwa wraz z Peterem Valkenburgiem stworzyli w Poznaniu polski oddział firmy Valkenburg, początkowo pod nazwą Alt Control Internet & Communications Poland. W 2008 roku 60% udziałów w ACC Polska zostało wykupione przez Softax, po czym firma zmieniła nazwę na STX Next. Dziergwa pozostał partnerem z 40% udziałów, a pozostali wspólnicy, Valkenburg i Andrzej Mleczko, sprzedali swoje akcje.
W listopadzie 2008 roku STX Next pozyskał pierwszego klienta, Inteligo. W 2012 roku firma nawiązała współpracę z pierwszym zleceniodawcą amerykańskim. W 2013 roku STX Next otworzył biura we Wrocławiu i Pile, a w kolejnych latach w Łodzi oraz Gdańsku. W październiku 2019 roku firma rozpoczął działalność oddział holenderski, kierowany przez Valkenburga.
W październiku 2020 roku w STX Next zainwestował fundusz Innova Capital, przejmując część udziałów.

## Działalność
Od 2005 roku STX Next oferuje usługi programistyczne skierowane na tworzenie aplikacji internetowych. Firma buduje także spersonalizowane aplikacje mobilne.
Usługi uczenia maszynowego oferowane przez spółkę obejmują niestandardowe modele uczenia maszynowego, rozwiązania chmurowe innych firm, warsztaty innowacji produktów i konsultacje.
Od 2018 roku STX Next zapewnia usługi DevOps, w tym ciągłą integrację, automatyczne wdrażanie, konfigurację, instalację i optymalizację środowiska z konserwacją i monitoringiem.
Oprócz testów ręcznych i automatycznych spółka wykonuje również testy jednostkowe i integruje tworzenie oprogramowania z testowaniem.

## Działania edukacyjne

### Publikacje
STX Next publikuje przewodniki edukacyjne dla menedżerów oraz e-booki, w tym: The True Cost of Hiring In-House Developers, The C-Level Guide to Software Development Nearshoring, Introduction to Python for Tech Managers, The Ultimate Guide to Hiring Software Developers. Spółka wydała również dwa poradniki traktujące o języku Python: Python vs. Other Programming Languages oraz What Is Python Used for?.

### Wydarzenia
Od 2015 roku firma organizuje coroczne spotkanie Tech Power, promujące technologie i rozwiązania informatyczne. Oddział firmy w Pile organizował kursy programowania w języku Python PyPiła. Spółka współorganizuje również warsztaty STX Next Has Power, spotkania Agile Open Space oraz PyRa.

## Nagrody i wyróżnienia
W 2015 roku firma otrzymała nagrodę EB Kreator za najlepszą ofertę pracy.
W 2017 roku STX Next zajął 36. miejsce w rankingu Deloitte Technology Fast 50 Central Europe oraz zdobył nagrodę Employer Branding Excellence Award za najlepszą kampanię rekrutacyjną offline.
W 2018 roku firma znalazła się na liście 30 najlepszych pracodawców IT w Polsce. Zajęła również 362. miejsce na liście Financial Times wśród tysiąca najszybciej rozwijających się firm w Europie oraz 84. pozycję na liście Clutch 1000. Clutch nazwał również STX Next globalnym liderem przedsiębiorstw informatycznych oraz przyznał firmie pierwsze miejsce w rankingu najlepszych programistów Python i Django. Spółka zdobyła również nagrodę Siła Przyciągania za najlepszą niskobudżetową inicjatywę brandingową w 2018 roku.
W 2019 roku STX Next pojawił się na liście najlepszych firm zajmujących się sztuczną inteligencją w rankingu ITFirms oraz 99firms i ponownie znalazł się w rankingu Financial Times 1000. Spółka znajduje się również na liście Visual Objects Best Web Developers 2019 oraz The Manifest Top 100 Software Development Companies December 2019.
Spółka pojawiła się również w rankingu 7 Wspaniałych dla najlepszych strategii budowania marki w branży technologicznej w 2019 roku.
STX Next został doceniony w dziedzinie brandingu pracodawców, szczególnie za inicjatywę Has Power.